# Simone Gardet
Pour les articles homonymes, voir Gardet.
Simone Gardet, aussi appelée Simone Gardet-Poe, née le 31 août 1919 à Paris 19e et morte le 25 octobre 2008 à Baltimore, est une nageuse française, spécialisée en brasse.

## Biographie
Simone Cécile Andrée Gardet naît à Paris en 1919, fille d'André Émile Gardet, adjoint technique des Travaux de Paris, et de Renée Alberte Schwebel, son épouse.
Elle est sacrée championne de France de natation sur 200 m brasse en 1939, 1941, 1942 et 1943. La guerre met un terme à ses rêves de Jeux olympiques et elle est contrainte de s'établir dans le Sud de la France, avec sa mère et sa sœur. Sa carrière de nageuse ne reprend pas après la fin de la guerre.
En 1948, elle se marie avec Watson Blake Poe à Baltimore, ville dans laquelle elle s'installe.
Simone Gardet meurt en 2008 à Baltimore.